# Veľké Dvorany
Veľké Dvorany (deutsch Großdoworan, ungarisch Nagyudvar – bis 1907 Nagydovorán) ist eine slowakische Gemeinde im Okres Topoľčany und im Nitriansky kraj mit 748 Einwohnern (Stand 31. Dezember 2024).

## Geographie
Die Gemeinde befindet sich im mittleren Teil des Hügellands Nitrianska pahorkatina unterhalb des Gebirges Považský Inovec, am Mittellauf des Baches Bojnianka im Einzugsgebiet der Nitra. Das Ortszentrum liegt auf einer Höhe von 199 m n.m. und ist 11 Kilometer von Topoľčany entfernt.
Nachbargemeinden sind Bojná (Ortsteil Malé Dvorany) im Norden, Kuzmice im Nordosten, Nemčice im Osten, Urmince im Süden, Horné Štitáre im Südwesten, Hajná Nová Ves im Westen und Blesovce im Nordwesten.

## Geschichte

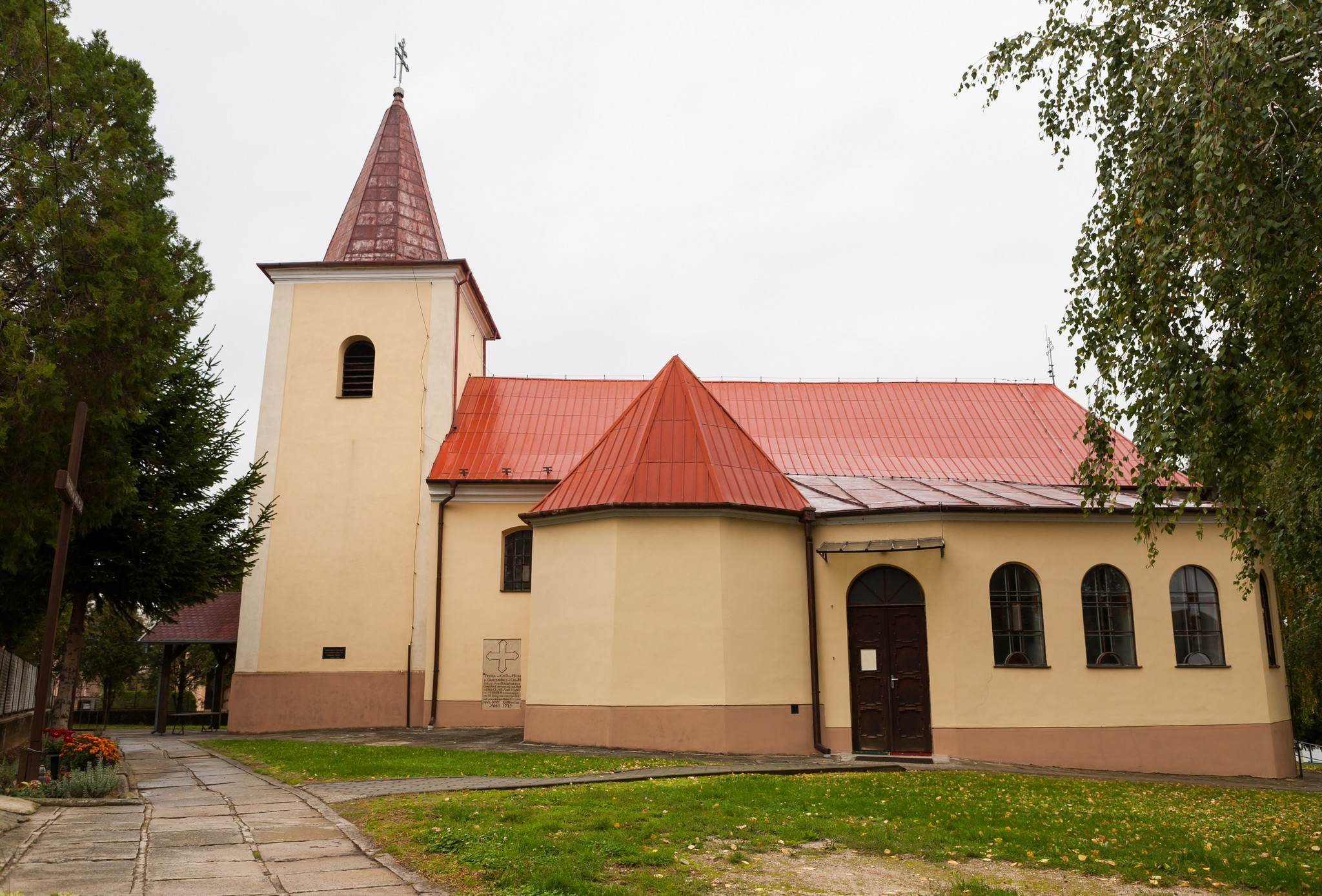
Kirche in Veľké Dvorany

Das Gemeindegebiet von Veľké Dvorany wurde in der Jungsteinzeit besiedelt. Archäologischen Untersuchungen zufolge gab es hier eine Siedlung der Linearbandkeramischen Kultur.
Veľké Dvorany wurde zum ersten Mal 1156 als Duor schriftlich erwähnt und war im Jahr 1285 Besitz der Familie Cabaji. 1390 war das Dorf Gut in der Herrschaft Topoltschan, ab dem Jahr 1687 gehörte es zur Herrschaft Ludanice und der Familie Erdődy. 1720 gab es Weingärten und 16 Haushalte, 1787 hatte die Ortschaft 40 Häuser und 319 Einwohner, 1828 zählte man 42 Häuser und 293 Einwohner, die als Landwirte, im Besonderen mit Zuckerrübenanbau und bis zum 18. Jahrhundert auch als Winzer beschäftigt waren.
Bis 1918 gehörte der im Komitat Neutra liegende Ort zum Königreich Ungarn und kam danach zur Tschechoslowakei beziehungsweise heute Slowakei.

## Bevölkerung
| Jahr                | 1994 | 2004     | 2014    | 2024    |
| ------------------- | ---- | -------- | ------- | ------- |
| Anzahl der Personen | 631  | 697      | 718     | 748     |
| Unterschied         |      | +10,45 % | +3,01 % | +4,17 % |

| Jahr                | 2023 | 2024    |
| ------------------- | ---- | ------- |
| Anzahl der Personen | 742  | 748     |
| Unterschied         |      | +0,80 % |

Gemäß der Volkszählung 2011 wohnten in Veľké Dvorany 696 Einwohner, davon 687 Slowaken und zwei Tschechen. Ein Einwohner gab eine andere Ethnie an und sechs Einwohner machten keine Angabe zur Ethnie.
659 Einwohner bekannten sich zur römisch-katholischen Kirche sowie jeweils ein Einwohner zur Bahai-Religion, zu den christlichen Gemeinden und zur evangelisch-methodistischen Kirche. 11 Einwohner waren konfessionslos und bei 23 Einwohnern wurde die Konfession nicht ermittelt.

## Bauwerke und Denkmäler
- römisch-katholische Kirche Mariä Geburt im Barockstil aus dem Jahr 1700, mit dem älteren Kern im gemischten Stil der Gotik und Renaissance
- Grabsteine aus dem 18. und 19. Jahrhundert im örtlichen Friedhof